# Collegio elettorale di Empoli (Regno di Sardegna)
Il collegio elettorale di Capannori è stato un collegio elettorale uninominale del Regno di Sardegna, in provincia di Firenze, nel comprensorio di San Miniato. Fu creato in base al decreto del Consiglio dei Ministri del Regio governo delle Toscana del 21 gennaio del 1860. Il territorio del collegio comprendeva le comunità di Empoli, Capraia, Castelfiorentino, Certaldo e Montelupo.

## Dati elettorali
Nel collegio si svolsero votazioni per la settima legislatura.

### VII legislatura
Le votazioni si svolsero in 387 collegi uninominali a doppio turno. Come previsto dalla legge elettorale del 20 novembre 1859, era eletto al primo turno il candidato che «riunisce in suo favore più del terzo dei voti del total numero dei membri componenti il collegio e più della metà dei suffragi dati dai votanti presenti all'adunanza» (art. 91). Se nessun candidato era eletto, al ballottaggio tra i due candidati con più voti era eletto chi otteneva il maggior numero di voti (art. 92) o, in caso di ugual numero di voti, il maggiore d'età (art. 93).
| Partito                            | Partito                            | Candidato                          | Risultati 25 marzo 1860 | Risultati 25 marzo 1860 |
| Partito                            | Partito                            | Candidato                          | Voti                    | %                       |
| ---------------------------------- | ---------------------------------- | ---------------------------------- | ----------------------- | ----------------------- |
|                                    | —                                  | Vincenzo Salvagnoli Marchetti      | 377                     | 99,21                   |
|                                    | —                                  | Cosimo Ridolfi                     | 3                       | 0,79                    |
|                                    |                                    |                                    |                         |                         |
| Iscritti                           | Iscritti                           | Iscritti                           | 621                     | 100,00                  |
| ↳ Votanti (% su iscritti)          | ↳ Votanti (% su iscritti)          | ↳ Votanti (% su iscritti)          | 391                     | 62,96                   |
| ↳ Voti validi (% su votanti)       | ↳ Voti validi (% su votanti)       | ↳ Voti validi (% su votanti)       | 380                     | 97,19                   |
| ↳ Schede non valide (% su votanti) | ↳ Schede non valide (% su votanti) | ↳ Schede non valide (% su votanti) | 11                      | 2,81                    |
| ↳ Astenuti (% su iscritti)         | ↳ Astenuti (% su iscritti)         | ↳ Astenuti (% su iscritti)         | 230                     | 37,04                   |

L'onorevole Salvagnoli inviò al presidente della Camera una lettera in cui si dava notizia della nomina a Senatore e delle sue conseguenti dimissioni. La camera accettò le dimissioni nella tornata del 10 maggio. Il collegio fu riconvocato. In realtà l'onorevole Salvagnoli morì prima di prestare il giuramento da senatore. 
| Partito                            | Partito                            | Candidato                          | Primo turno 1 luglio 1860 | Primo turno 1 luglio 1860 | Ballottaggio 5 luglio 1860 | Ballottaggio 5 luglio 1860 |
| Partito                            | Partito                            | Candidato                          | Voti                      | %                         | Voti                       | %                          |
| ---------------------------------- | ---------------------------------- | ---------------------------------- | ------------------------- | ------------------------- | -------------------------- | -------------------------- |
|                                    | —                                  | Antonio Salvagnoli Marchetti       | 185                       | 53,31                     | 261                        | 57,87                      |
|                                    | —                                  | Piero Masetti                      | 162                       | 46,69                     | 190                        | 42,13                      |
|                                    |                                    |                                    |                           |                           |                            |                            |
| Iscritti                           | Iscritti                           | Iscritti                           | 621                       | 100,00                    | 621                        | 100,00                     |
| ↳ Votanti (% su iscritti)          | ↳ Votanti (% su iscritti)          | ↳ Votanti (% su iscritti)          | 364                       | 58,62                     | 454                        | 73,11                      |
| ↳ Voti validi (% su votanti)       | ↳ Voti validi (% su votanti)       | ↳ Voti validi (% su votanti)       | 347                       | 95,33                     | 451                        | 99,34                      |
| ↳ Schede non valide (% su votanti) | ↳ Schede non valide (% su votanti) | ↳ Schede non valide (% su votanti) | 17                        | 4,67                      | 3                          | 0,66                       |
| ↳ Astenuti (% su iscritti)         | ↳ Astenuti (% su iscritti)         | ↳ Astenuti (% su iscritti)         | 257                       | 41,38                     | 167                        | 26,89                      |